# Abbas 2. af Persien
Abbas II (persisk: ‏عباس ; født 30. august 1633 i Qazvin; død 25. oktober 1666 i Khosrowabad), var den syvende konge (shah) af Safavideriget i Iran, og regerede fra 1642 til 1666.